# Wo die grünen Ameisen träumen
Wo die grünen Ameisen träumen (Englisch: Where the Green Ants Dream) ist ein Film von Werner Herzog aus dem Jahr 1984, den er in Australien drehte. In seiner Parabel über den Raubbau an Natur und Kultur der Menschen am Beispiel einer mächtigen Bergbaugesellschaft, die Uran in heiligem Land eines Aborigines-Stammes abbauen will, verwendet er Motive einer tatsächlichen gerichtlichen Auseinandersetzung, den Fall Milirrpum gegen Nabalco Pty Ltd 1971.

## Handlung
Die mächtige Bergwerkgesellschaft Ayers sucht Uranvorkommen im australischen Outback. Sie haben einen großen Teil des Landes schon in eine Wüstenei verwandelt. Es werden Probebohrungen und Erkundungssprengungen zur Analyse der geologischen Schichten vorgenommen. Lance Hackett, der Geologe vor Ort, erwartet mit einer letzten Serie der Sprengung die Gewissheit über ein Vorkommen. Doch die Sprengungen werden unterbrochen, weil Aborigines eines lokalen Stammes die Zündschnüre durchtrennt hatten. Der erboste Vorarbeiter Cole will mit seiner Planierraupe die Widerständigen zuschütten. Lance muss ihn mit Gewalt davon abhalten. Er erfährt vom Stammesältesten Dayipu und dem Sänger des Stammes Miliritbi, dass dies Land ihr Land sei. Hier schlafen und erträumen grüne Ameisen die Welt. Sie müssen davor bewahrt werden aufzuwachen, sonst wird die Welt zerstört. Lance erkennt, dass es hier um ein juristisches Problem des Landeigentums geht und holt seinen Konzernchef Baldwin Ferguson von der Konzernzentrale in Melbourne um Hilfe. Der Konzern macht über Lance den Aborigines für eine gütliche Einigung Geldangebote für den Stammesältesten, den Stamm, will gar ein eigenes Kulturzentrum finanzieren. Alles müssen die Aborigines aus verständlichen Gründen ablehnen. So kommt es zu einem Prozess vor dem Obersten Gerichtshof. Im Vorfeld lädt Ferguson Dayipu und Miliritbi nach Melbourne in die Konzernzentrale ein. Er stattet sie mit Kleidung aus und will sie mit einer Fahrstuhlfahrt und dem Blick aus der obersten Etage des Bürohochhauses beeindrucken. Doch der Fahrstuhl bleibt stecken. Auf dem Heimflug entdeckt Dayipu ein grünes Flugzeug, das er gern für seinen Stamm wolle. Froh, doch noch ins Geschäft mit den Aborigines zu kommen, baut die Bergwerkgesellschaf eine Rollbahn und bringt ein grünes Flugzeug zu den Aborigines. 
Den Prozess verlieren die Aborigines. Es stehen zwei unterschiedliche Welten gegenüber, die sich nicht verstehen. Der Beweis ihres Besitzes, ein heiliger Holzstab mit Gravuren, kann nicht als Beweis zugelassen werden, weil der Richter ihn nicht versteht. Obwohl die Aborigines 40.000 Jahre eher im Land waren, galt das Commonwealth-Recht mit der Invasion der Engländer, die damit das Besitzrecht erst einführten. Lance findet das Urteil ungerecht, zumal er begreift, dass die Welt des Commonwealth den Aborigines nur eines brachte, das Aussterben. Auf dem Prozess trat ein indigener Mann auf, der nicht mehr sprach und deshalb für stumm gehalten wurde, weil er der letzte seines Stammes war und niemand seine Sprache mehr verstand. 
Lance hatte von einem Zoologen erfahren, dass hier tatsächlich grüne Ameisen lebten, die einen Sinn für Magnetismus haben. Wenn ihr Ameisenstaat zusammenbrach, bekamen die Überlebenden Flügel und zogen nach Osten. Tatsächlich sitzen Dayipu und Miliritbi im grünen Flugzeug und blicken nach Osten. Einer aus dem Stamm hatte seinen Militärdienst bei der Luftwaffe gemacht. Ihm, auch das Prahlen hatte er dort gelernt, gelingt es tatsächlich, die Maschine zu starten. Sie fliegt nach Osten und ist verschollen. Nur Teile der grünen Flügel finden Aborigines eines anderen Stammes. Die Bergwerkgesellschaft setzt mit Bohrungen und Probesprengungen das Werk der Zerstörung fort, nur Lance steigt aus. Er selbst ist einsam, nicht attraktiv genug, und träumt häufig von dem Anpassungsdruck, dem er als Kind ausgesetzt war. Er geht zu einem andern Aussteiger, einem Ethnologen, der in einer Blechhütte in der Nähe der Aborigines-Siedlung wohnt. Der hatte ihm gesagt, dass die Welt einem Zug gleiche, der auf einen Abgrund zurase. Die Brücke existiere nicht mehr. Das einzige was bliebe, sei, dass man sich im Zug in das hintere Abteil begebe. Das macht Lance auch, indem er sein Quartier in der leeren Trinkwassertonne des Ethnologen im Outback nimmt. Für das kommende Unheil steht ein Wirbelsturm, den die Kamera nach einem Schwenk über das zerstörte Land unter den Klängen des Fauré-Requiems zeigt.

## Produktion
Der Hauptdrehort war das Outback in der Nähe der Stadt Coober Pedy in Süd-Australien. Herzog engagierte neben ausgebildeten Schauspielern auch Aborigines eines lokalen Stammes und aus den Northern Territory als Laiendarsteller. Wandjuk Marika, Anführer des Rirratjingu-Clans des Yolngu-Volkes, ist selbst Künstler, Musiker und Aktivist im Kampf für die Rechte der Aborigines. Er spielt den Miliritbi und seine Didgeridoo-Musik erklingt im Film.
Der Film ist ein Mix aus Tatsachen und Fiktionen. Das zeigt sich auch im Mythos um das Träumen der grünen Ameisen. Herzog behauptet, ihn erfunden zu haben. Wandjuk Marika sagte aber, dass grüne Ameisen tatsächlich Totem-Tiere von Aborigines-Stämmen seien. Das Traummotiv gebe es in einem Stamm, der in der Nähe von Oenpelli (Northern Territory) lebt.

## Kritiken
Vincenzo Panza findet: „Ein poetisches und engagiertes Werk von Werner Herzog. ... Regisseur Werner Herzog hat ein filmisches Werk mit einer starken ökologischen und politischen Fragestellung geschaffen. Anstatt in plump vergeisterten Umweltschutz-Doktrinen zu versanden, verpackt Herzog sein Werk in faszinierende Bilder der australischen Wüste.“
„Werner Herzog argumentiert in seiner zivilisationskritischen Parabel mehr als in früheren Filmen mit Worten. Dennoch kein ökologischer Thesenfilm, sondern eine in faszinierenden Bildern, kontemplativen Rhythmus und nahezu heiterem Tonfall dargebotene Studie über das weltweite Vergehen von Hören und Sehen, das Verschwinden der Träume und die Verhärtung westlicher Denk- und Bewusstseinsformen.“

## Auszeichnungen
Der Film lief 1984 als Wettbewerbsbeitrag bei den Internationalen Filmfestspielen von Cannes, im Toronto International Film Festival, im Internationalen Filmfestival Thessaloniki, im Festival du Nouveau Cinéma in Montreal und im Internationalen Filmfestival Moskau. Er wurde 1985 auf dem Sundance Film Festival und dem São Paulo International Film Festival sowie 2013 auf dem Locarno International Film Festival gezeigt.
Werner Herzog gewann 1984 für diesen Film den Deutschen Filmpreis (Filmband in Gold). Jörg Schmidt-Reitwein wurde für die Kameraführung ebenfalls mit dem Filmband in Gold ausgezeichnet.